# Gunung Pucuk Kruengantuh
Gunung Pucuk Kruengantuh är ett berg i Indonesien.   Det ligger i provinsen Aceh, i den västra delen av landet, 1 700 km nordväst om huvudstaden Jakarta. Toppen på Gunung Pucuk Kruengantuh är 1 378 meter över havet, eller 192 meter över den omgivande terrängen. Bredden vid basen är 3,3 km.
Terrängen runt Gunung Pucuk Kruengantuh är kuperad norrut, men söderut är den bergig.Runt Gunung Pucuk Kruengantuh är det ganska tätbefolkat, med 52 invånare per kvadratkilometer. I omgivningarna runt Gunung Pucuk Kruengantuh växer i huvudsak städsegrön lövskog.